# Walter Heringlake

Walter Heringlake

Walter Heringlake (* 7. März 1901 in Siegen; † 23. September 1969 ebenda) war ein deutscher Politiker (NSDAP).

## Private und politische Biografie

### Karriere im Nationalsozialismus
Nach der Volksschule besuchte Walter Heringlake von 1915 bis 1917 die Fachschule für Eisen- und Stahlindustrie. Anschließend arbeitete er in der Eisenindustrie. 1925 machte er sich mit einer Kohlehandlung selbständig. Zum 5. August 1925 trat er der NSDAP bei (Mitgliedsnummer 45.998), in der er von 1934 bis 1939 der Gauinspekteur Siegerland-Wittgenstein war, Er war ausweislich der Inhaberschaft des Ehrenzeichens „Alte Garde“ und von weiteren Angaben seit 1923 Mitglied der „alten“ NSDAP. Von 1936 bis 1941 gehörte er dem politisch bedeutungslosen Reichstag für den Wahlkreis 18 (Westfalen Süd) an.
1939 erwarb Heringlake gemeinsam mit einem weiteren Parteigenossen im Zuge einer "Arisierung" das Glühlampenwerk „Merkur“ in Soest.
Der jüdische Eigentümer Julius Rosenthal war in die Schweiz geflohen, wo er wenig später einem Herzinfarkt erlag. Heringlake und sein späterer Kompagnon wurden umgehend aktiv. Sie stützten sich dabei auf die am 3. Dezember 1938 erlassene Verordnung über den Einsatz des jüdischen Vermögens, die bei Nichteinigung mit dem jüdischen Eigentümer den raschen Zwangsverkauf durch einen behördlichen „Treuhänder“ vorsah. Den Kaufvertrag stellten die beiden Interessenten so, dass das Eigentum bereits übergegangen sei, bevor der Kaufpreis von RM 975.000 zu entrichten war, so dass sie mit minimalen Eigenmitteln durch Versilbern von Wertpapieren und Forderungen aus dem Unternehmen "bezahlen" konnten. Da die Firma „sehr gut florierte“, hatte es „einen scharfen Ringkampf“ unter den Interessenten gegeben, in dessen Verlauf ein Konkurrent unter einem Vorwand inhaftiert worden war und aufgab. Noch im Jahr des Erwerbs beendete Heringlake seine Tätigkeit als Gauinspekteur und wechselte ganz in die Rolle des Kaufmanns. Die Glühlampennachfrage und damit die Produktion stiegen unter Kriegsbedingungen erheblich, während die Zahl der Beschäftigten reduziert und z. T. auf Zwangsarbeiter umgestellt werden konnte.
1942 wurde Heringlake vom Sondergericht Dortmund wegen Beihilfe zu einem Schwarzbau seines Kompagnons zu RM 5.000 verurteilt (1942). Im gleichen Jahr forderte u. a. das Gaugericht für Ermittlungen über die Modalitäten des Erwerbs der Firma Merkur die behördlichen Akten an. Es drohte ein Parteiverfahren, das durch Interventionen des Gauleiters Paul Giesler verhindert wurde.

### Nach 1945
Nach dem Zweiten Weltkrieg wurde Heringlake von der britischen Militärregierung als NS-belastet interniert (1945–1947) und im Anschluss provisorisch in die Entnazifizierungskategorie III („minderbelastet“) eingeordnet. Im anschließenden lokalen Verfahren wurde er dann in die günstigste Kategorie (V = „entlastet“) eingestuft. Heringlake hatte erklärt, einer – bis heute unbekannten – „Widerstandsbewegung“ angehört zu haben und vom „sicheren Tod“ bedroht gewesen zu sein, was der Ausschuss so von ihm übernahm. Er sah in ihm einen „Idealisten“, weil er schon so früh der NSDAP beigetreten sei: da habe sich die Partei noch „in einem anständigen Rahmen“ bewegt. Während ihn der Vorsitzende der IG Metall als „Verbrecher“ beschrieb, standen der nationalsozialistische Alt-Oberbürgermeister Alfred Fissmer und der sozialdemokratische Regierungspräsident Fritz Fries an Heringlakes Seite. Nach Fissmer war Heringlake „stets für Recht und Freiheit eingetreten.“ „Die Rechtsbrüche und die Gewalttätigkeiten“ hätten ihn „abgestoßen. […] Ganz besonders scharf verurteilte er die Judenverfolgung.“ Fries unterstützte Heringlakes Behauptung, nach dem Novemberpogrom in Siegen nur auf Drängen anderer im Amt geblieben zu sein, um „Schlimmeres zu verhüten“. Heringlake habe ihm „geschäftlich geholfen, wo er konnte. […] Ich sehe ihn als entlastet an […] Für einen Nutznießer halte ich ihn nicht.“ Um das erworbene Glühlampenwerk habe Heringlake sich nur „außerordentlich verdient“ gemacht.
Das Eigentum an der Soester Glühlampenfirma hatte Heringlake an den Erben von Julius Rosenthal zurückgeben müssen. Dafür erhielten er und sein Kompagnon eine Abfindung von jeweils DM 125.000.
Heringlake wurde nun Mitbegründer und Geschäftsführer der Siegener Heizölhandelsgesellschaft und Geschäftsführer der Berleburger Filiale der regional bedeutenden Blechwarenfabrik Bertram Müller GmbH (Weidenau). Der Inhaber war sein Jagdgenosse und vormalige Parteigenosse, der frühere Kreisjägermeister Wittgenstein Bertram Müller. 1952 war Heringlake Schützenkönig seines Siegerländer Heimatdorfs.